# Siegenite
La siegenite (simbolo IMA: Seg) è un minerale piuttosto raro del supergruppo dello spinello e in particolare dei tiospinelli, nella cui famiglia occupa un posto nel sottogruppo della linnaeite; appartiene alla classe minerale dei "solfuri e solfosali" con composizione chimica CoNi2S4 e quindi, da un punto di vista chimico, è un solfuro di cobalto-nichel.

## Etimologia e storia
Nel suo quarto volume (supplemento) dell'Handwörterbuch des chemische Theils der Mineralogie, scritto tra il 1847 e il 1849, Karl Friedrich Rammelsberg riporta campioni di cristalli di ghiaia di cobalto ottaedrica provenienti dalla cava "Jungfer" vicino a Müsen (Germania), che Wernekink aveva precedentemente esaminato. Tuttavia, dopo ulteriori indagini, si è scoperto che questi campioni avevano un contenuto di nichel più elevato che di cobalto. Secondo queste analisi, la ghiaia di cobalto-nichel proveniente dalla cava di "Jungfer" aveva una composizione del 41,95% di zolfo (S) in peso, del 33,64% di nichel (Ni) e del 22,09% di cobalto (Co) in peso e piccole miscele di ferro (Fe) al 2,29%. Rammelsberg chiamò il minerale pirite di cobalto e nichel in base alla sua composizione. Secondo altre fonti, la miniera di "Stahlberg", situata anch'essa nei pressi di Müsen, è considerata una località tipo.
Nella sua opera A System of Mineralogy del 1850, James Dwight Dana fa riferimento alla pubblicazione di Rammelsberg e fornisce la formula più precisa come (Ni,Co,Fe)S+(Ni,Co,Fe)2S3. Dana, tuttavia, considerò il minerale come una varietà di linnaeite e si riferì a esso come nichel-linnaeite e propone siegenite come nuovo nome minerale basato sulla sua area di scoperta nel Siegerland.
Poiché la siegenite era comunque prevalentemente riconosciuta come specie minerale indipendente ed era già nota molto prima della fondazione dell'Associazione Mineralogica Internazionale (IMA) nel 1958, il minerale è riconosciuto come grandfathered.

## Classificazione
Nella Sistematica dei lapis (Lapis Systematik) di Stefan Weiß la siegenite è elencata nella classe dei "solfuri e solfosali" e nella sottoclasse dei "solfuri con [il rapporto di massa] metallo:S,Se,Te < 1:1", dove il minerale forma il "gruppo della linnaeite" insieme a bornhardtite, carrollite, cuprokalininite, daubréelite, fletcherite, florensovite, greigite, cadmoindite, kalininite, linnaeite, indite, polidimite, trüstedtite, tyrrellite e violarite con il numero di sistema II/D.01.
La nona edizione della classificazione dei minerali di Strunz, aggiornata dall'IMA fino al 2009, elenca la siegenite nella classe "2. Solfuri e solfosali (solfuri, seleniuri, tellururi; arseniuri, antimoniuri, bismuturi; solfoarseniuri, solfoantimonuri, solfobismuturi, ecc.)" e nella sottoclasse "2.D Solfuri metallici, M:S = 3:4 e 2:3"; questa viene ulteriormente suddivisa in base al rapporto tra metallo (M) e zolfo (S) in modo che la siegenite possa essere trovata nella sezione "2.DA M:S = 3:4" dove insieme a cadmoindite, cuproiridsite, cuprokalininite, cuprorhodsite, ferrorhodsite, fletcherite, florensovite, greigite, kalininite, malanite, trüstedtite, bornhardtite, carrollite, daubréelite, linnaeite, indite, polidimite, tyrrellite, violarite e xingzhongite forma il sistema nº 2.DA.05.
Tale classificazione è mantenuta anche nell'edizione successiva, proseguita dal database "mindat.org" e chiamata Classificazione Strunz-mindat dove ai minerali già citati si aggiungono berndlehmannite, joegoldsteinite, nickeltyrrellite e shiranuiite.
Anche la classificazione dei minerali secondo Dana, utilizzata principalmente nei paesi di lingua inglese, classifica la siegenite nella classe dei "solfuri e solfosali" e lì nella sottoclasse dei "minerali solfuri"; la si trova nel "gruppo della linnaeite (isometrico: Fd3m)" con il numero di sistema 02.10.01 nella sottosezione dei "solfuri – compresi seleniuri e tellururi – con la composizione AmBnXp, con (m+n):p = 3:4".

## Chimica
Nella sua composizione chimica, la siegenite (CoNi2S4) è costituita da cobalto (Co), nichel (Ni) e zolfo (S) nel rapporto di massa di 1:2:4, che corrisponde a una frazione di massa del 19,35% in peso di cobalto, del 38,54% in peso di nichel e del 42,11% in peso di zolfo.
Ripetute analisi di campioni di minerali naturali di siegenite provenienti dalla località tipo Siegen/Müsen e da varie altre località come Littfeld (distretto di Siegen-Wittgenstein, Renania Settentrionale-Vestfalia) e Schönbrunn vicino a Oelsnitz/Vogtl (Sassonia) e la miniera di La Motte vicino a Fredericktown (Contea di Madison, nel Missouri, Stati Uniti) hanno rivelato livelli di cobalto e nichel in costante cambiamento e talvolta un contenuto di nichel più elevato del cobalto. Pertanto in varie fonti è data per la siegenite la composizione semplificata (Ni,Co)3S4.

## Abito cristallino
La siegenite cristallizza nel sistema cubico con il gruppo spaziale Fd3m (gruppo nº 227) con la costante di reticolo a = 9,41 Å, oltre a 8 unità di formula per cella unitaria.

## Proprietà
La siegenite è insolubile in acido cloridrico (HCl), ma simile agli altri minerali della serie della linnaeite, è solubile in acido nitrico per formare zolfo. Davanti al cannello a soffiatura, il minerale può essere fuso sul carbone. La sfera di fusione risultante è di colore giallo-bronzo e ha proprietà magnetiche.

## Origine e giacitura
La siegenite si forma come minerale accessorio nei depositi intramagmatici di solfuro. Tuttavia, può anche formarsi idrotermicamente in depositi di siderite o, in misura minore, in minerali di piombo-zinco, nonché dallo spostamento di vecchi solfuri di cobalto-nichel. Solfuri di rame-nichel-ferro come calcopirite, gersdorffite, millerite, pirite, pirrotite e ullmannite, così come i solfuri come galena e sfalerite possono essere presenti come minerali di accompagnamento.
L'alterazione della siegenite produce il cosiddetto "cobalto giallo", una miscela di eritrite e pitticite.
Essendo una formazione minerale piuttosto rara, la siegenite può essere abbondante in alcuni luoghi in vari siti, ma nel complesso non è molto comune. Oltre alla sua località tipo, le miniere di "Jungfer" o "Stahlberg" vicino a Müsen (nei pressi di Siegen), la siegenite è stata trovata anche in molti siti nel circondario di Siegen-Wittgenstein e nel Siegerland (Renania Settentrionale-Vestfalia) come il Peterszeche e l'Eisenzecher Zug così come l'Altenberg, Heinrichssegen e Victoria, Ludwigseck, Pfannenberger Einigkeit, Brüderbund, Landeskrone e Bautenberg. Inoltre, la siegenite è stata trovata nella Renania Settentrionale-Vestfalia nelle ex miniere di carbone dello Zollverein e nella miniera di Vereinigte Glückauf, nonché in diverse miniere nel circondario del Reno-Berg. Inoltre, il minerale è stato rinvenuto in Germania nella miniera di "Clara" vicino a Oberwolfach nel Baden-Württemberg, nella miniera "Neue Weintraube" nel Magdgrabtal vicino a Braunlage in Bassa Sassonia, in diverse miniere nel distretto di Altenkirchen e nella miniera di Saarsegen nel circondario di Altenkirchen (Westerwald) in Renania-Palatinato, nella miniera di "Warndt" nel Saarland, nonché in siti più piccoli nel circondario dei Monti Metalliferi e nel circondario di Bautzen in Sassonia.
In Italia la siegenite è stata trovata nel pozzo "Stope" nei pressi di Berceto (Emilia Romagna), nella miniera "Piazza" di Deiva Marina (Liguria), nelle miniere di "Bagnada-Ponticelli" e "IMI Fabi" a Lanzada (Lombardia) e nella miniera "Cinquevalli" di Roncegno Terme (Trentino-Alto Adige).
In Svizzera, il minerale è stato trovato solo sulla Mürtschenalp nel Canton Glarona, sull'Alpe Taspegn nel Canton Grigioni e nella "Mine de Tignousa Inférieur" (anche Tignausa) nel Canton Vallese.
Altre località sono sparse per il mondo e includono Australia, Belgio, Brasile, Bulgaria, Canada, Cina, Finlandia, Francia, Grecia, Groenlandia, India, Irlanda, Giappone, Kazakistan, Repubblica Democratica del Congo, Corea, Namibia, Paesi Bassi, Norvegia, Polonia, Portogallo, Romania, Russia, Sud Africa, Slovacchia, Spagna, Svezia, Ciad, Uganda, Uzbekistan, Regno Unito e Stati Uniti d'America.

## Utilizzi
Come tutti i minerali della serie della linnaeite, la siegenite è insignificante a causa della sua presenza complessiva piuttosto bassa come minerale, ma viene estratta insieme ad altri minerali di cobalto a causa della paragenesi.

## Forma in cui si presenta in natura
La siegenite di solito sviluppa cristalli ottaedrici fino a circa un centimetro di dimensione, ma si presenta anche sotto forma di aggregati minerali granulari o massicci. Anche i geminati di cristallo polisintetico e quelli secondo la "legge dello spinello" sono noti, ma piuttosto rari. Il minerale opaco, che è opaco in qualsiasi forma, mostra una forte lucentezza metallica sulle superfici delle superfici dal grigio chiaro al grigio acciaio, soprattutto quando è fresco. Tuttavia, si appanna leggermente dal rosso-rame al grigio-viola nell'aria. Il colore del suo striscio è grigio nerastro.